# 가케가와성

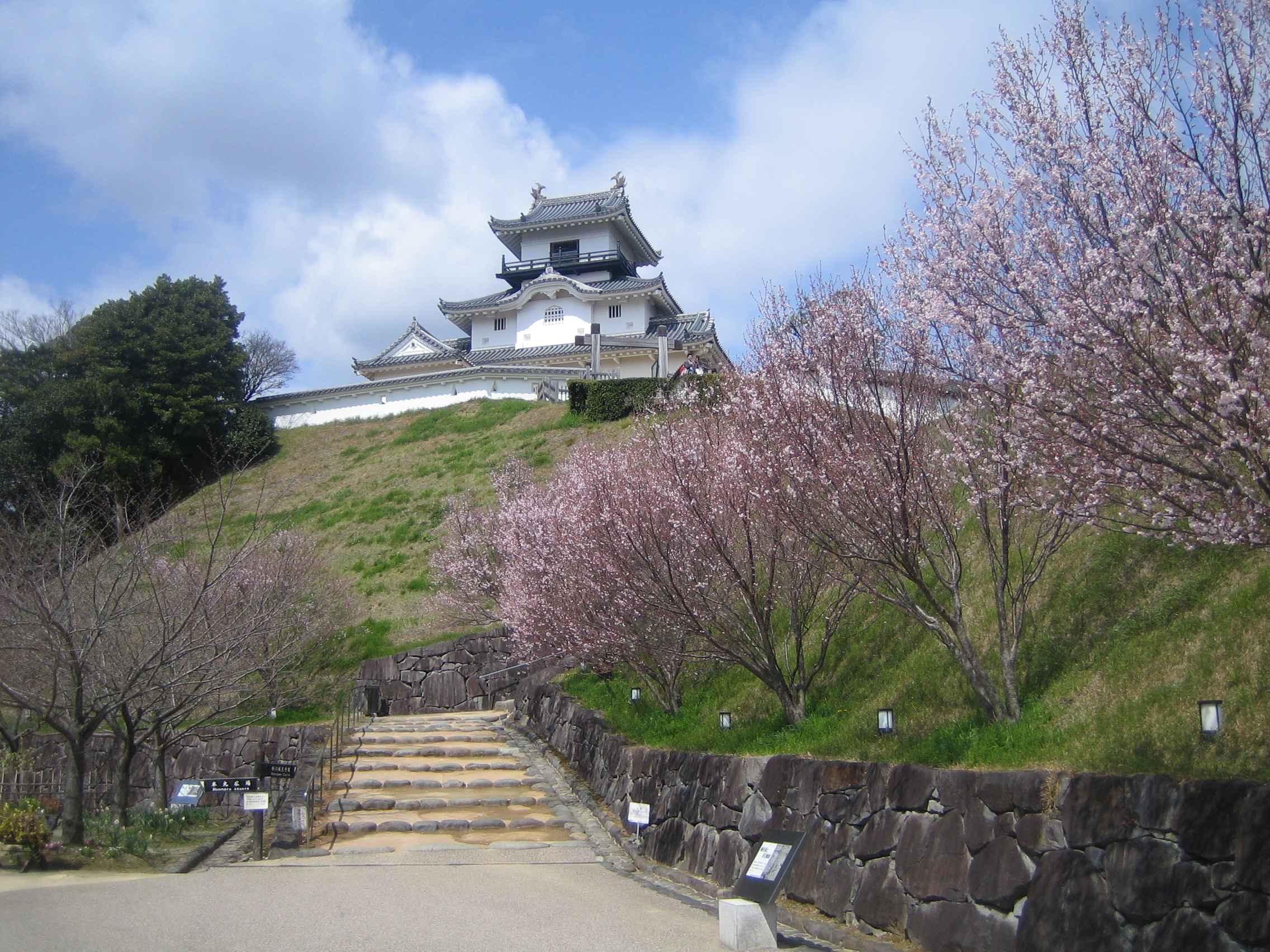
가케가와성

가케가와성(掛川城 가케가와조[*])은 일본 시즈오카현 가케가와시에 있는 성이다. 현재 복원된 것이다.